# August Friedrich von Braunschweig-Wolfenbüttel

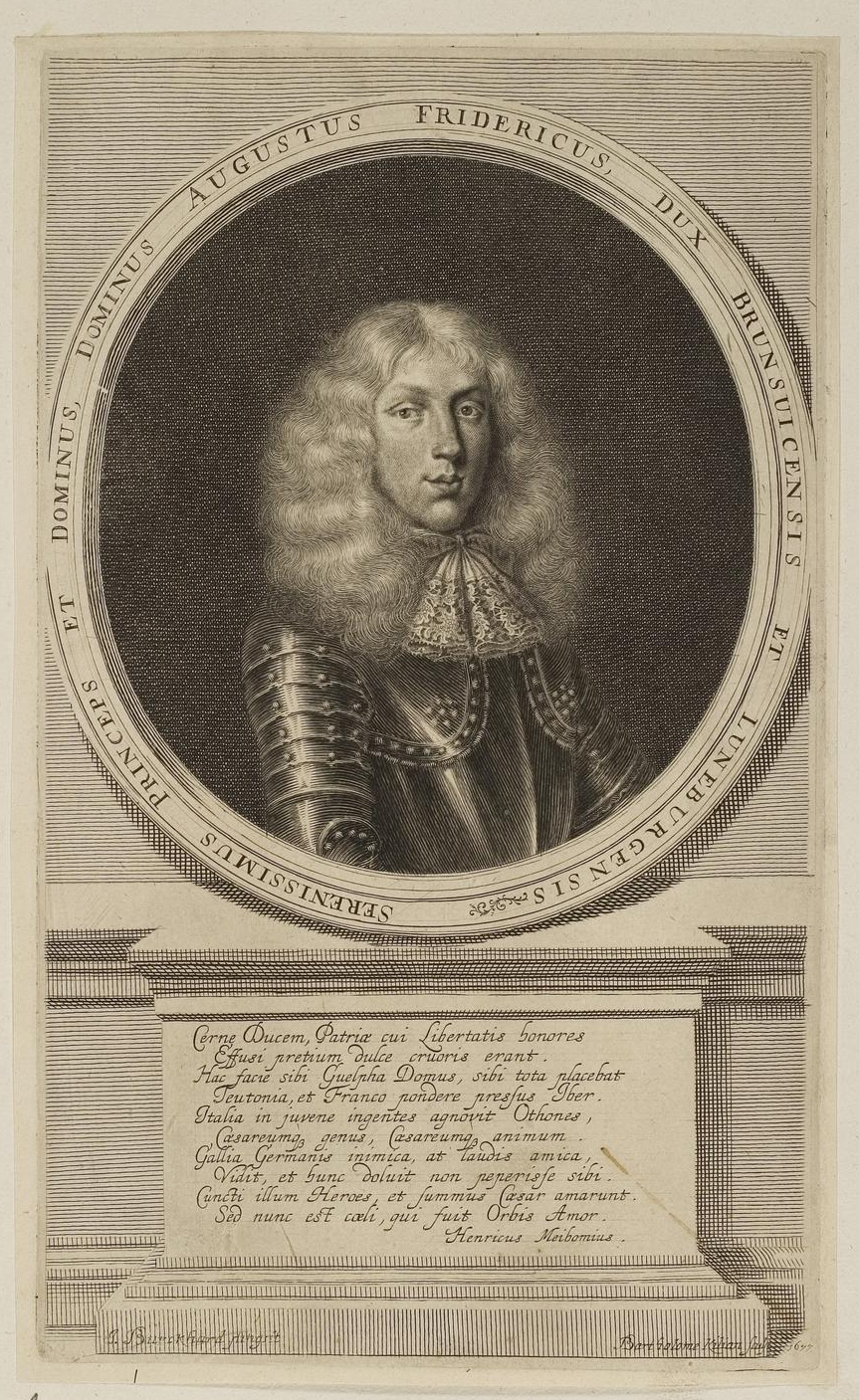
Prinz August Friedrich von Braunschweig-Wolfenbüttel, Stich von B. Kilian nach einem Gemälde von J. Burckhard, 1677

August Friedrich von Braunschweig-Wolfenbüttel (* 24. August 1657 in Wolfenbüttel; † 22. August 1676 in Speyer) war einer der Herzöge von Braunschweig und Lüneburg aus der Wolfenbütteler Linie der Welfen und deren designierter Erbprinz.

## Biographie
Ein Jahr nach der Hochzeit von Anton Ulrich von Braunschweig-Wolfenbüttel mit Elisabeth Juliane von Schleswig-Holstein-Sonderburg-Norburg wurde 1657 ihr Sohn August Friedrich, der erwartete Stammhalter der Wolfenbütteler Linie, geboren. Zu diesem Zeitpunkt stand an der Spitze des Fürstentums noch sein Großvater Herzog August, der fast achtzig Jahre alt war. Nach fast zwanzig Jahren war dies die erste Geburt eines männlichen Erben und des ersten Enkelsohns seitens Herzog Augusts eigenen drei Söhnen. Es ist naheliegend, dass August Friedrichs Großvater mit der Namensvergabe geehrt werden sollte. Ebenso sein Großvater mütterlicherseits, Herzog Friedrich von Schleswig-Holstein-Norburg, der zu diesem Zeitpunkt noch lebte. Ob beide Großväter bei der Taufe anwesend waren, ist nicht bekannt.
Da der ältere Bruder seines Vaters, Herzog Rudolf August, keinen Sohn hatte, wurde dem jungen Prinzen als zukünftigem Erben Wolfenbüttels eine standesgemäße Erziehung zuteil. Im Jahre 1672 begann Prinz August Friedrich sein Studium an der Universität Straßburg, das er nach zweijährigem Aufenthalt beendete. Im Anschluss begab er sich auf Kavalierstour, auch Grand Tour genannt, die ihn durch Frankreich, die Schweiz und Italien führte. In Rom wurde er von der Königin Christine von Schweden empfangen, die seit zwanzig Jahren hier im Exil lebte; von dort reiste er weiter nach Neapel. Am 15. Juni 1675 erreichte der Prinz Wien; hier wurde er von Leopold I. zum kaiserlichen Obersten ernannt und ihm am 26. August das Regiment Graf Sparr zu Fuß verliehen. Den 6. November desselben Jahres kam er nach Wolfenbüttel zurück.
Am 10. Dezember 1675 wurde er mit Sophie Dorothea von Braunschweig-Lüneburg, der Tochter des Herzogs Georg Wilhelm von Celle, verlobt. Die zu diesem Zeitpunkt erst neun Jahre alte Prinzessin, wurde sieben Jahre später, im November 1682, die Gemahlin des Kurprinzen Georg Ludwig von Hannover, der als König Georg I. von Großbritannien die Personalunion zwischen Hannover und Großbritannien begründete, während Sophie Dorothea als Prinzessin von Ahlden traurige Berühmtheit erlangte.

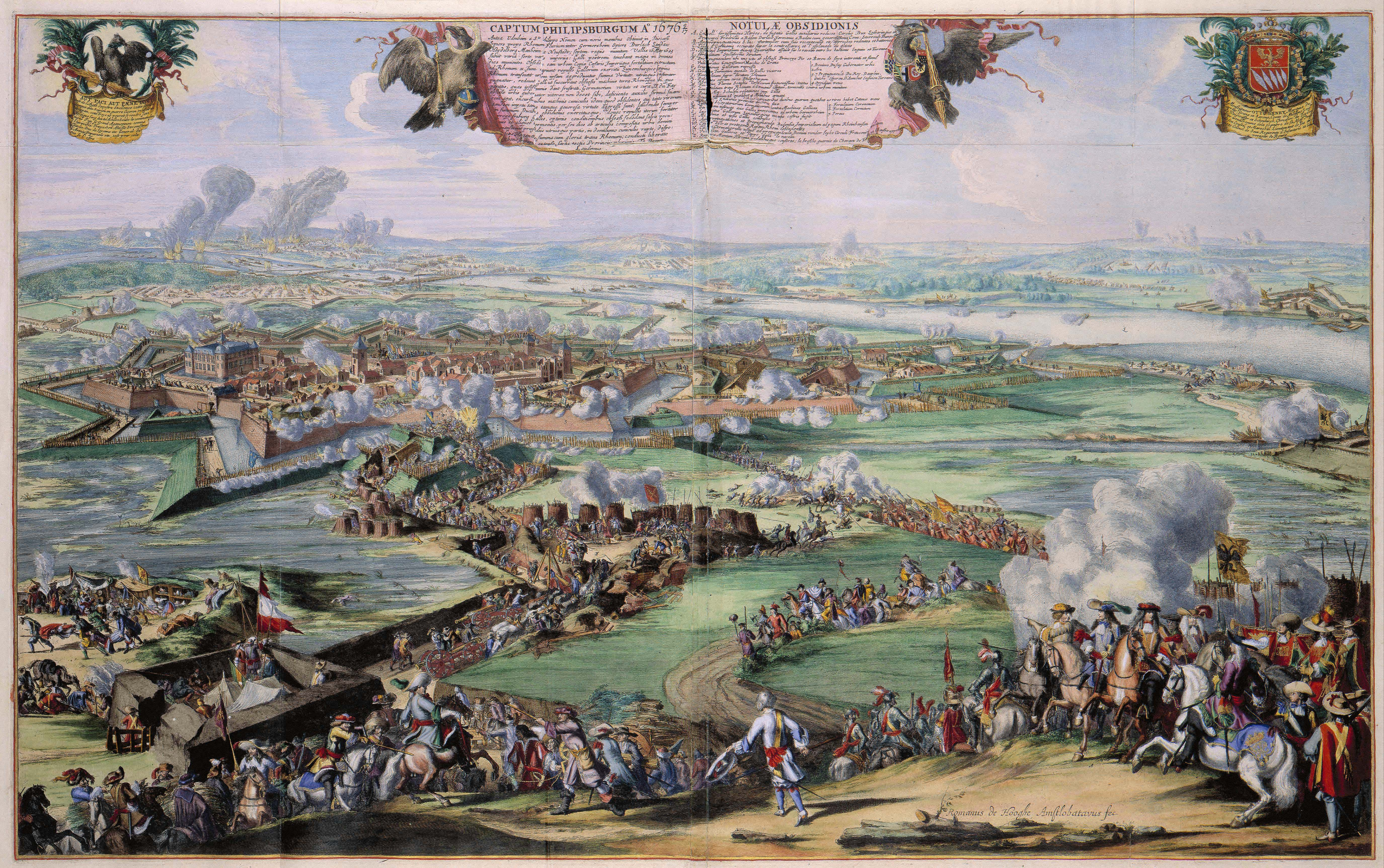
Belagerung der Festung Philippsburg 1676

Am 21. März 1676 folgte Prinz August Friedrich seinem Regiment nach Frankfurt am Main und nahm teil an der Belagerung der französischen Festung Philippsburg durch die Reichsarmee. Hier erhielt er den Befehl, mit seinen Truppen die vorliegende Contrescarpe zu stürmen. Der Sturm, an vier Orten ausgeführt, gelang vollkommen und die Belagerung von Philippsburg endete mit einem deutschen Sieg über die Franzosen. Prinz August Friedrich wurde jedoch am 9. August durch eine Flintenkugel am Hinterkopf getroffen. In Folge dieser Verwundung verstarb er am 22. August 1676 in Speyer, zwei Tage vor seinem neunzehnten Geburtstag.
Bestattet wurde er am 6. Oktober im Wolfenbütteler Erbbegräbnis in der Hauptkirche der Stadt. Am Tag zuvor war hier seine Großmutter Sophie Elisabeth beigesetzt worden, die bereits Anfang Juli verstorben war. Unter dem großen Verlust der Eltern, die bereits sechs Kinder im Säuglingsalter verloren hatten, litt besonders August Friedrichs Mutter. Sie war noch voll Hoffnung gewesen, als Ende August die Botschaft von der Verwundung ihres Sohnes eintraf, der jedoch, als sie ihrem Tagebuch ihre Hoffnungen und Wünsche anvertraute, schon nicht mehr am Leben war.

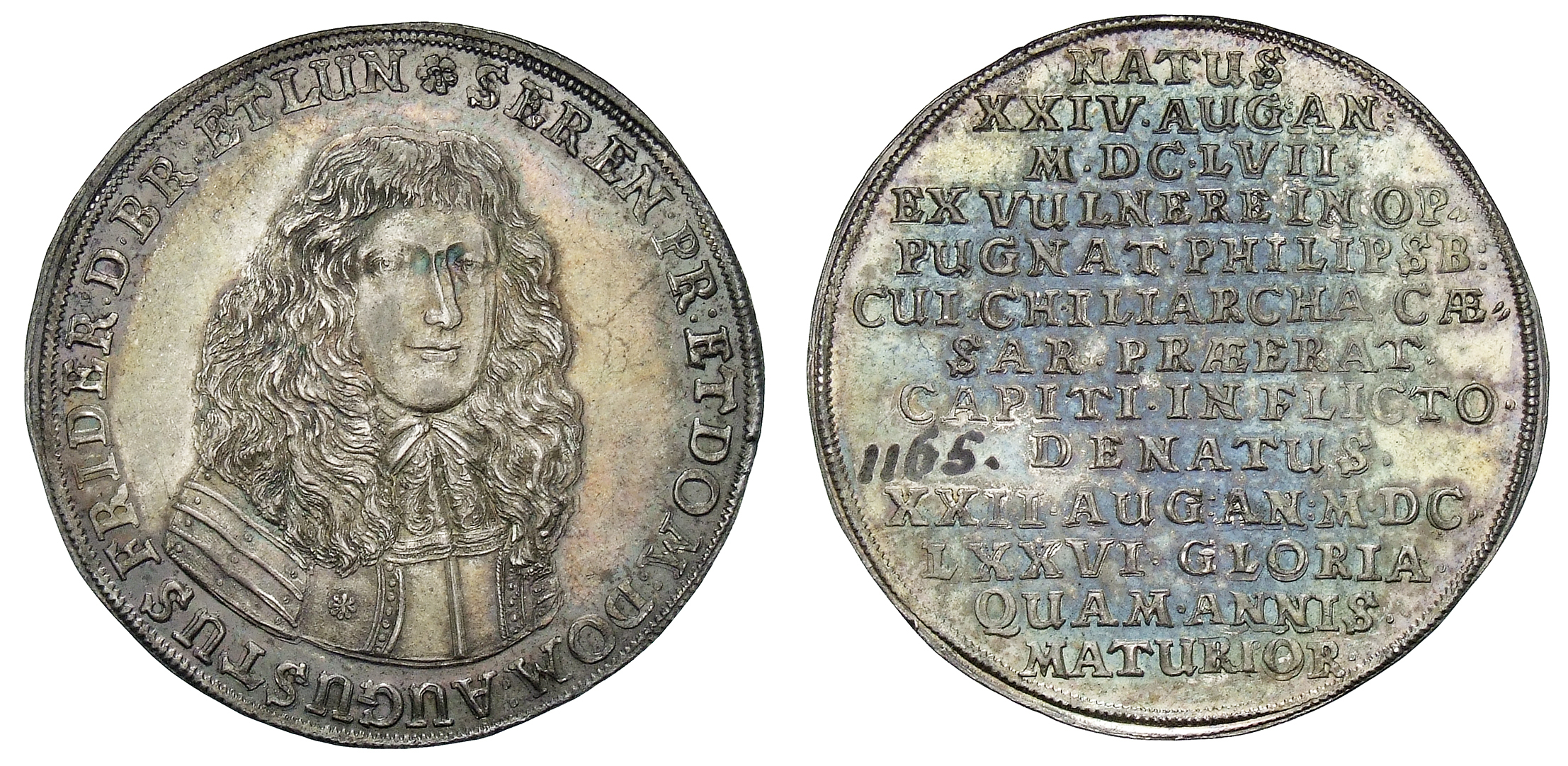
Begräbnistaler August Friedrich 1676, Münzkabinett (Berlin). Rückseiteninschrift übersetzt: Geboren am 24. August 1657 starb er als kaiserlicher Heerführer bei der Belagerung von Philippsburg an einer Kopfverletzung am 22. August 1676, reicher an Ruhm als an Jahren.

Zeitgenossen rühmten ihn, „daß man nicht leicht einen Fürsten finden werde, bei dem die Tapferkeit, der Verstand und die kluge Conduite in schönerer Vereinigung zu sehen gewesen“. Auf seinen Tod erschienen Traueroden in lateinischer und deutscher Sprache und sein Vater ließ Gedächtnismünzen und einen selten gewordenen Begräbnistaler prägen. Die Leichenpredigt am Tag der Beisetzung hielt Brandanus Daetrius, der Oberhofprediger am Wolfenbütteler Hof und Abt von Riddagshausen. Die Beileidsbezeugungen kamen von nah und fern und wurden im Druck den Predigten beigefügt. Selbst von den Universitäten Helmstedt und Straßburg kamen Beileidsbezeugungen. Einzige Ausnahme bildete die Stadt Braunschweig, deren marginale Beileidsbekundung im engen Zusammenhang mit dem durch den Vater und den Onkel des Prinzen erzwungenen Verlust ihrer Unabhängigkeit fünf Jahre zuvor, zu erklären ist.